# Фестивал Circuit
Фестивал Circuit је међународни фестивал гејева и лезбијки, који се у Барселони одржава сваке године од 2008. То је највећи забавни фестивал ове врсте који се сваке године одржава у Европи.

## Посећеност

### 2012. година
Године 2012, фестивал је посетило 70.000 људи, од којих су 70% били странци. По националности, на фестивалу су били најзаступљенији Французи (14,5%), Енглези (10,87%) и Италијани (5,68%).

### 2013. година
Ове године је процењено да је посећеност било слична претходној години, с тим што је повећан број страних гостију који су чини 80% учесника у 2013. години.